# Okręg wyborczy nr 86 do Sejmu Polskiej Rzeczypospolitej Ludowej (1989–1991)
Okręg wyborczy nr 86 do Sejmu Polskiej Rzeczypospolitej Ludowej (1989–1991) obejmował Siedlce oraz gminy Bielany, Ceranów, Grębków, Jabłonna Lacka, Jadów, Korczew, Korytnica, Kosów Lacki, Kotuń, Liw, Łochów, Miedzna, Mokobody, Mordy, Paprotnia, Przesmyki, Repki, Sabnie, Sadowne, Siedlce (gmina wiejska), Skórzec, Sokołów Podlaski, Sokołów Podlaski (gmina wiejska), Sterdyń, Stoczek, Suchożebry, Węgrów, Wierzbno, Wiśniew, Wodynie i Zbuczyn Poduchowny (województwo siedleckie). W ówczesnym kształcie został utworzony w 1989. Wybieranych było w nim 4 posłów w systemie większościowym.
Siedzibą okręgowej komisji wyborczej były Siedlce.

## Wybory parlamentarne 1989

### Mandat nr 333 –Polska Zjednoczona Partia Robotnicza
| Kandydat | I tura | I tura | II tura | II tura |
| Kandydat | Głosów | %      | Głosów  | %       |
| --- | ------ | ------ | ------- | ------- |
| Wiesław Kondracki                                                                                             | 18 319 | 18,71  | 25 694  | 65,06   |
| Zygmunt Stopczyński                                                                                           | 10 278 | 10,50  | 8017    | 20,30   |
| Wacław Kruszewski                                                                                             | 8043   | 8,21   | —       | —       |
| Zbigniew Kubik                                                                                                | 6227   | 6,36   | —       | —       |
| Stanisław Bednarzak                                                                                           | 5584   | 5,70   | —       | —       |
| Jerzy Kocon                                                                                                   | 4894   | 5,00   | —       | —       |
| Liczba głosów ważnych: 97 920 (I tura) • 39 493 (II tura) Źródło: Państwowa Komisja Wyborcza I tura i II tura |        |        |         |         |

### Mandat nr 334 –Zjednoczone Stronnictwo Ludowe
| Kandydat | I tura | I tura | II tura | II tura |
| Kandydat | Głosów | %      | Głosów  | %       |
| --- | ------ | ------ | ------- | ------- |
| Krzysztof Borkowski                                                                                           | 12 090 | 12,34  | 15 964  | 40,40   |
| Bożenna Kuc                                                                                                   | 12 049 | 12,30  | 17 555  | 44,43   |
| Stanisław Rybak                                                                                               | 9900   | 10,10  | —       | —       |
| Stanisław Lewocik                                                                                             | 7327   | 7,48   | —       | —       |
| Antoni Okniński                                                                                               | 6255   | 6,38   | —       | —       |
| Marek Plichta                                                                                                 | 5677   | 5,79   | —       | —       |
| Liczba głosów ważnych: 97 983 (I tura) • 39 511 (II tura) Źródło: Państwowa Komisja Wyborcza I tura i II tura |        |        |         |         |

### Mandat nr 335 – bezpartyjny
| Kandydat                                                          | Głosów | %     |
| ----------------------------------------------------------------- | ------ | ----- |
| Krzysztof Szymański                                               | 72 355 | 69,21 |
| Maria Bauer                                                       | 11 296 | 10,81 |
| Władysław Klepacki                                                | 5395   | 5,16  |
| Kalina Komenda                                                    | 4399   | 4,21  |
| Władysław Gromulski                                               | 3333   | 3,19  |
| Liczba głosów ważnych: 104 542 Źródło: Państwowa Komisja Wyborcza |        |       |

### Mandat nr 455 –Zjednoczone Stronnictwo Ludowe
| Kandydat                                                         | Głosów | %     |
| ---------------------------------------------------------------- | ------ | ----- |
| Jerzy Osiński                                                    | 20 410 | 51,78 |
| Edward Kierejczyk                                                | 9558   | 24,25 |
| Liczba głosów ważnych: 39 413 Źródło: Państwowa Komisja Wyborcza |        |       |